# Врбица (Јајце)
Врбица је насељено место у Босни и Херцеговини у општини Јајце. Административно припада Федерацији Босне и Херцеговине, односно њеном Средњобосанском кантону. Према попису становништва из 2013. у насељу је било 671 становника, а већинску популацију у насељу чинили су Хрвати.

## Становништво
По последњем службеном попису становништва из 2013. године у насељу Врбица живело је 671 становника, а село је било етнички хомогено са већинском хрватском популацијом.
| Националност | 2013. | 1991.        | 1981.        | 1971.        |
| Бошњаци      | —     | 1 (0,15%)    | 0            | 0            |
| Хрвати       | —     | 642 (98,47%) | 515 (100,0%) | 438 (100,0%) |
| Срби         | —     | 1 (0,15%)    | 0            | 0            |
| Југословени  | —     | 7 (1,07%)    | 0            | 0            |
| остали       | —     | 1 (0,15%)    | 0            | 0            |
| Укупно       | 671   | 652          | 515          | 438          |